# Pedrafita (Chantada)
Pedrafita (llamada oficialmente Santa Baia de Pedrafita) es una parroquia española del municipio de Chantada, en la provincia de Lugo, Galicia.

## Otras denominaciones
La parroquia también es conocida por los nombres de Santabaia de Pedrafita  y Santa Eulalia de Pedrafita.

## Organización territorial
La parroquia está formada por ocho entidades de población, constando siete de ellas en el nomenclátor del Instituto Nacional de Estadística español:
- A Lama
- Enviande
- Mosteiro
- Nandulfe
- Paracostoira
- Sobrado
- Touza (A Touza)
- Xillán

## Demografía
| Gráfica de evolución demográfica de Pedrafita entre 2000 y 2019 |
|                                                                 |
| Datos según el nomenclátor publicado por el INE.                |